# Mistrzostwa Świata i Europy w Biegu na 100 km 2008
22. Mistrzostwa Świata i 17. Mistrzostwa Europy w biegu na 100 km – zawody lekkoatletyczne, które odbyły się 8 listopada 2008 w Tuscania, Włochy. 

## Mistrzostwa Świata

### Rezultaty
|           | 1. miejsce         | Rezultat | 2. miejsce         | Rezultat | 3. miejsce                  | Rezultat |
| Mężczyźni | Giorgio Calcaterra | 6:37:41  | Jarosław Janicki   | 6:40:04  | Miguel Ángel Jiménez Parejo | 6:53:44  |
| Kobiety   | Tatjana Żyrkowa    | 7:23:33  | Kami Semick-Pardue | 7:33:58  | Monica Carlin               | 7:35:38  |

## Mistrzostwa Europy

### Rezultaty
|           | 1. miejsce         | Rezultat | 2. miejsce       | Rezultat | 3. miejsce                  | Rezultat |
| Mężczyźni | Giorgio Calcaterra | 6:37:41  | Jarosław Janicki | 6:40:04  | Miguel Ángel Jiménez Parejo | 6:53:44  |
| Kobiety   | Tatjana Żyrkowa    | 7:23:33  | Monica Carlin    | 7:35:38  | Irina Wiszniewska           | 7:38:40  |

## Reprezentacja Polski

### Mężczyźni
| Miejsce MŚ | Miejsce ME | Zawodnik         | Klub                   | Rezultat |
| 2.         | 2.         | Jarosław Janicki | MKS Hermes Gryfino     | 6:40:04  |
| 26.        | 22.        | Roman Elwart     | LKS Ziemi Puckiej Puck | 7:37:47  |
| 41.        | 32.        | Maciej Latkowski | KB Maniac Poznań       | 7:52:31  |